# 42 Dugg
Дион Маркиза Хейс (родился 25 ноября 1994 года, Детройт, Мичиган), более известный как 42 Dugg — американский рэпер, певец и автор песен. Он является заметной фигурой детройтской рэп-сцены середины и конца 2010-х годов. Хейс наиболее известен своим сотрудничеством с американским рэпером Lil Baby на песнях «Grace» и «We Paid», последний вошёл в десятку чарта Billboard Hot 100. Он подписал контракт с лейблом Empire Distribution.

## Ранняя жизнь и карьера
Хейс родился в восточной части Детройта 25 ноября 1994 года. Он познакомился с рэпером Lil Baby в 2017 году. 42 Dugg окончил Наследственную Христианскую академию в 2017 году.
Хейс получил первое признание благодаря своим трекам «The Streets» и «STFU», после чего он подписал контракт с рэперами Lil Baby и Yo Gotti. В феврале 2020 года вышла песня Lil Baby «Grace» при участии 42 Dugg, она заняла 48-е место в Billboard Hot 100. В мае того же года свет увидела «We Paid», достигшая пика чарта. Это увеличило продажи его микстейпа Young & Turnt 2, который достиг 58-й строчки в Billboard 200. Хейс имеет совместные песни с Marshmello, Lil Keed, Meek Mill, Blac Youngsta, Бигом Шоном, T.I., Kaash Paige, Tory Lanez и Mulatto.
21 февраля 2021 года в Атланте, штат Джорджия, на съёмках видеоклипа с Roddy Ricch произошла стрельба, в результате которой пострадали три человека. Американскому исполнителю OMB Peezy были предъявлены обвинения в связи со стрельбой при отягчающих обстоятельствах. Трое раненых выжили. В мае 2021 года журнал Billboard назвал 42 Dugg «Новичком месяца в стиле R&B/хип-хоп». На той же неделе, 21 мая 2021 года, рэпер выпустил микстейп под названием Free Dem Boyz, посвящённый всем своим друзьям в заключении.

## Музыкальный стиль
42 Dugg обычно использует вокальный стиль с автотюном. Почти каждая песня рэпера начинается со звука свистка, это является его отличительной особенностью.

## Проблемы с законом
10 марта 2020 года Хейс был арестован по обвинении в нарушении федерального закона о хранении оружия. Он был освобожден 17 марта.
5 июня 2020 года Хейс скрылся на арендованном внедорожнике после приказа остановиться. Полиция обнаружила 42 Dugg 4 августа 2020 года и предъявила ему обвинение в тяжком преступлении третьей степени за побег от полиции. Он был освобожден под залог 20 000 долларов.

## Дискография
Микстейпы
- 11241 Wayburn (2018)
- Young and Turnt (2019)
- Young & Turnt, Vol. 2 (2020)
- Free Dem Boyz (2021)
- Last Ones Left (совместно с EST Gee) (2022)